# Тирумалай Кришнамачарья
Шри Тирумалай Кришнамачарья (Каннада:ಶ್ರೀ ತಿರುಮಲೈ ಕೃಷ್ಣಮಾಚಾರ್ಯ, 18 ноября 1888 года, Мучукунда, Карнатака — 3 ноября 1989) — индийский йогин, философ. Был одним из крупнейших специалистов своего времени по древним ведийским и йогическим текстам, индийской философии, астрологии, аюрведе, хатха-йоге и музыке. Основатель йогашалы в Джаганмоханском дворце в Майсуре.
Шри Тирумалай Кришнамачарья был учителем многих известных йогинов, его наиболее известными учениками являются:
- Б. К. С. Айенгар (1918 — 2014 гг.), основал Айенгар-йогу в 1975 году.
- Индра Деви (1899 — 2002 гг.)
- Т. К. В.Десикачар (1938 − 2016 гг.) — сын Тирумалай Кришнамачарьи, продолжил традиции отца, преподаёт Вини-йогу с 1976 г.
- Паттабхи Джойс (1915 — 2009 гг.), основал Аштанга-виньяса-йогу в 1948 году.
- А. Г.Мохан (1945 г. р.), основал Свастха-йогу.
- Шриватса Рамасвами (1939 г. р.), преподает Виньяса Крама йогу, которую изучал в Мадрасе под руководством йогина Кришнамачарьи с 1955 по 1988 гг.)

## Биография

### Молодость
Кришнамачарья родился 18 ноября 1888 г. в Мучукундапурам, расположенном в округе Читрадурга (современный Карнатака), в Южной Индии, в ортодоксальной семье. Его родителями были Шри Тирамулай Шриниваса Татачарья, известный учитель вед, и Шримати Ранганайякиамма. Кришнамачарья был старшим из шести детей. У него было два брата и три сестры. В возрасте шести лет, он прошёл обряд  посвящения в дваждырожденные - упанаяна. Затем он начал учиться говорить и писать на санскрите, по таким текстам как «Амара-коша» и петь ведические гимны (мантры Вед) под строгим руководством своего отца. Отец Кришнамачарьи также научил его йогическим асанам и пранаяме.
Когда Кришнамачарью было десять лет, его отец умер, и семье пришлось переехать в Майсур, второй по величине город в штате Карнатака, где его прадед Шри Шриниваса Brahmatantra Parakala Свами, был главой монастыря  «Parakala Math» (между 1835—1873 г.г. были известны два человека с таким именем). В Майсуре, Кришнамачарья начал более формальное школьное образования в колледже санскрита Чамарая и в математике. Он практиковал дискуссии по Шастрам с профессорами и приезжающими пандитами. Кришнамачарья сдал экзамен видвана в Майсуре, где он изучал Вьякарану, Веданту и индийскую логику (санскр.IAST: tarka).
В возрасте шестнадцати лет, Кришнамачарье приснился странный сон, в котором его предок, легендарный йог и вайшнавский святой Натхамуни направил его в город Алвартирунагари, в соседнем штате Тамил Наду. Кришнамачарья повиновался сну и отправился туда. Как позже рассказал Кришнамачарья, когда он прибыл на место назначения, он впал в транс и очутился в присутствии трёх мудрецов. Он попросил мудрецов дать ему наставления в йоге Рахасья, давно потерянной йогической традиции Натхамуни. Один из мудрецов, которого он позже определил как самого Натхамуни, начал читать текст. Когда Кришнамачарья позже проснулся от транса, он смог вспомнить все стихи этого легендарного трактата.

### Образование
Кришнамачарья провел большую часть своей юности, путешествуя по Индии изучая шесть даршан (индийские философские школы): вайшешика, ньяя, санкхья, йога, миманса и веданта. В 1906 году, в возрасте восемнадцати лет, Кришнамачарья оставил Майсур, чтобы посещать университет в Бенаресе, также известный как Варанаси — город сотни храмов, который считается Северным индийским центром традиционного обучения. В университете он сосредоточил свои исследования на логике и санскрите. Работающий с ним Брахмашри Шивакумара Шастри, отметил его как одного из наиболее грамотных. Он изучал Мимансу у Брахмашри Трилинга Рамы Шастри, а тарку у Вамакарана Бхаттачария. Также у него были крепкие дружественные отношения с главою Каши, управляющим колледжем санскрита — Ганганатхом Джа.
После ухода из Бенареса в 1909 году, Кришнамачарья вернулся в Майсур и изучал Веданту с новым понтификом школы Паракала, Х. Х. Шри Кришны Брахматантрой. В течение этого периода Кришнамачарья научился играть на вине, одном из самых древних струнных инструментов в Индии. Кроме этого, Кришнамачарья также учился в Университете Майсура.
В 1914 году Кришнамачарья вновь уехал в Бенарес посещать занятия Королевского Колледжа, где он получил ряд учебных сертификатов. В течение первого года обучения у него было мало средств от своей семьи либо их иногда вообще не было. Для того, чтобы поесть, он следовал правилам, которые были заложены у религиозных нищих: он должен был обойти только семь дворов за один день. Кришнамачарья в конце концов оставил Королевский колледж, чтобы изучать ṣaḍdarśana (шесть Даршанов) ведической философии в университете Патна, в Бихаре, штате в восточной Индии. Он также получил стипендию на изучение Аюрведы в Бенгалии.
Кришнамачарья был приглашен на коронацию раджи Диккангхат (княжество в Дарбханга), в котором он победил ученого Бихари Лала в дебатах, получил награды и почести от раджи. Его пребывание в Бенаресе длилось 11 лет.

### Изучение йоги
За все это время Кришнамачарья продолжал практиковать йогу как учил его отец в детстве. Кришнамачарья также учился у мастера йоги Шри Бабу Бхагавана Даса и прошёл экзамен по санкхья йоге в Патна. Многие из инструкторов Кришнамачарьи признали его выдающиеся способности в изучении и практике йоги и поддерживали его прогресс. Некоторые просили, чтобы он учил их детей.
Во время своих отпусков, которые длились около трех месяцев, Кришнамачарья совершал паломничество в Гималаи По предложению Ганганатхи Джа, Кришнамачарья стремился найти мастера по имени Йогешвара Рамамохана Брахмачари, который, по слухам, жил в горах за пределами Непала. Для этого Кришнамачарье пришлось получить разрешение вице-короля Симлы, господина Ирвина, который в то время страдал от диабета. По просьбе вице-короля, Кришнамачарья отправился в Симл и обучал его йогическим практикам в течение шести месяцев. Здоровье вице-короля улучшилось, он проникся уважением и привязанностью к Кришнамачарье. В 1919 году вице-король обеспечил путешествие Кришнамачарьи в Тибет, сопроводив его тремя помощниками и позаботившись о расходах.
После двух с половиной месяцев путешествия, Кришнамачарья прибыл в школу Шри Брахмачари в удалённой пещере у подножия горы Кайлаш, где мастер жил со своей женой и тремя детьми. Под опекой Шри Брахмачари Кришнамачарья провел семь с половиной лет изучая «Йога-сутры» Патанджали, асаны и пранаямы, обучился терапевтическим аспектам йоги. Он выучил наизусть "Йогу-Курунту" на языке Гуркха. По традиции, в конце своего обучения, Кришнамачарья спросил у гуру какова будет его плата. Мастер ответил, что Кришнамачарья должен «взять жену, растить детей и быть учителем йоги»
Кришнамачарья вернулся в Варанаси. Махараджа Джайпура призвал его служить в качестве главы в Видья Сала в Джайпуре; но так как он не хотел быть подотчетным многим людям, Кришнамачарья вскоре вернулся в Варанаси. В соответствии с пожеланием его гуру жить жизнью домохозяина, Кришнамачарья женился на Намагириамма в 1925 году. После женитьбы обстоятельства вынудили его работать на кофейной плантации в районе Хасана. В 1931 г. после лекции по Упанишадам в городском зале Майсура он привлёк к себе внимание как к учёному, что в конечном итоге привело к его занятости во дворце. Под впечатлением от познаний Кришнамачарьи как ученого и его мастерства йоги, Амарнатха Джа, сын Ганганатх Джа, представил Кришнамачарью различным монархам, и он стал широко уважаем ими.

### Годы в Майсуре
В 1926 году махараджа Майсура, Кришна Раджа Водеяр IV (1884—1940) был в Варанаси, чтобы отпраздновать 60-летие своей матери и услышал об обучении и квалификации Кришнамачарьи как йога-терапевта. Махарадж встретился с Кришнамачарьей и был так впечатлен поведением молодого человека, его харизмой и знаниями, что пригласил Кришнамачарью обучать его и свою семью. Первоначально, Кришнамачарья должен был преподавать йогу в Майсурском дворце. Вскоре он стал доверенным советником махараджи и получил признание интеллигенции дворца и титул Asthana Vidwan.
В 1920-е годы Кришнамачарья провел много демонстраций, чтобы стимулировать популярность и интерес к йоге. К ним относятся приостановление его пульса, остановка машины голыми руками, выполнение сложных асан и поднятие тяжелых предметов зубами. Архивные записи дворца показывают, что Махараджа был заинтересован в продвижении йоги и постоянно отправлял Кришнамачарью по стране для чтения лекций и проведения демонстраций.
В 1931 году, Кришнамачарья был приглашен преподавать в колледже санскрита в Майсуре. Махараджа считал, что йога помогла вылечить его от многих недугов и поэтому попросил Кришнамачарью открыть школу йоги под своим покровительством. Впоследствии для школы было отведено крыло в соседнем дворце — Джаганмохан, чтобы основать независимую школу йоги. Школа открылась 11 августа 1933.
В 1934 году, Кришнамачарья выпустил книгу под названием «Йога Макаранда», которая была опубликована в типографии Майсурского университета. Во введении, Кришнамачарья перечисляет Sritattvanidhi, трактат девятнадцатого века, содержащий раздел йоги махараджи Майсура, Кришнараджи Водеяра III (1794—1868) в качестве одного из источников для своей книги. Норман Сьоман утверждает, что на Кришнамачарью оказало влияние "Sritattvanidhi", а также "Vyayama Dipika" («Вьяяма Дипика") — книга, основанная на руководствах по гимнастике Запада, написанной гимнастами Майсурского дворца.
В 1940 году, Кришна Раджа Водеяр IV умер, а его племянник и преемник, Джаячамараджендра (1919—1974) проявил меньшую заинтересованность в йоге и больше не предоставлял поддержки для публикации текстов и отправки групп учителей в соседние районы. После политических изменений в 1947 году, в то время, когда Индия получила независимость, полномочия махараджей были свернуты, возникло новое правительство. Финансирование школы йоги было прекращено и Кришнамачарье пришлось прикладывать много усилий, чтобы сохранить школу. В возрасте 60 лет (в 1948 году), Кришнамачарья был вынужден много путешествовать, чтобы найти студентов и обеспечить свою семью. Йогашалу в Майсуре было приказано закрыть по указанию K. Ченгаларайя Редди, первого главного министра Майсура, и в 1950 году школа была закрыта.

### Годы в Мадрасе
После отъезда из Майсура, Кришнамачарья переехал на пару лет в Бангалор, а затем был приглашен в 1952 году на постоянное жительство в Мадрас известным адвокатом, который обратился за помощью к Кришнамачарье в исцелении от инсульта. В то время Кришнамачарье было за шестьдесят и его репутация строгого и пугающего учителя несколько смягчилась.
В Мадрасе, Кришнамачарью приняли на работу в качестве лектора в Колледже Вивекананды. У него начали появляться ученики йоги из разных слоев общества и разного физического склада, из-за этого ему потребовалось адаптировать учение под способностям каждого учащегося. В течение оставшейся части его преподавания, Кришнамачарья продолжал совершенствовать индивидуальный подход, который стал известен как «Вини-йога». Многие считали Кришнамачарью мастером йоги, но он продолжал называть себя учеником (англ. - student), так как чувствовал, что он всегда практикует изучение, исследование и эксперимент. На протяжении всей своей жизни, Кришнамачарья отказывался присваивать себе авторство своих новаторских идей и относил их принадлежность своему гуру или древним текстам.
В возрасте 96 лет, Кришнамачарья сломал бедро. Отказавшись от операции, он составил для себя курс практик, которые можно было делать в постели. Кришнамачарья жил и преподавал в Ченнаи, пока он не впал в кому и умер в 1989 году, в возрасте ста лет. Его умственные способности оставались острыми вплоть до его смерти и он продолжал преподавать и лечить, когда в этом возникала необходимость.